# Гонконг на Олімпійських іграх
Гонконг бере участь в Олімпійських іграх із 1952 року. Його НОК було утворено в 1950. Після передачі суверенітету над островом від Британії до КНР Гонконг продовжує посилати на ігри окрему команду, яка називається Гонконг, Китай. Команда використовує прапор Гонконгу і гімн КНР.
Коли КНР приймала літні Олімпійські ігри 2008, у Гонконгу проходили змагання з кінного спорту.

## Медалісти
| Медалі | Спортсмени          | Ігри         | Вид спорту       | Дисципліна              |
| ------ | ------------------- | ------------ | ---------------- | ----------------------- |
| Золото | Лі Лайшань          | Атланта 1996 | Вітрильний спорт | Віндсерфінг, жінки      |
| Срібло | Ко Лайчак та Лі Чін | Афіни 2004   | Настільний теніс | чоловіки, парний розряд |
| Бронза | Лі Хуейші           | Лондон 2012  | Велоспорт        | Кейрін, жінки           |